# Бортниково (Маловасилевское сельское поселение)
Бортниково — деревня в Кимрском районе Тверской области. Входит в состав Маловасилевского сельского поселения.

## География
Находится в юго-восточной части Тверской области на расстоянии до 20 км на северо-запад по прямой от районного центра города Кимры в левобережной части района.

## История
Известна была с 1628 года, владение старицы Ирины Ивановы Милославской, с 1645 года владение московского Архангельского собора. В 1783 году 9 дворов, в 1806 — 7 дворов. В 1859 году здесь (деревня Корчевского уезда Тверской губернии) было учтено 11 дворов, в 1887 — 10.

## Население
Численность населения: 32 человека (1783 год), 49 (1806), 49 (1859 год), 52 (1887), 9 (русские 89 %) 2002 году, 6 в 2010.